# Kohei Yamamoto
Kohei Yamamoto (nació 15 de abril de 1986) es un futbolista profesional japonés. Jugaba como delantero en el Shonan Bellmare y luego Mito HollyHock.

## Estadísticas de los clubes
| Rendimiento del club | Rendimiento del club | Rendimiento del club | Liga             | Liga  | Copa               | Copa               | Total            | Total |
| Temporada            | Club                 | Liga                 | Partidos Jugados | Goles | Partidos Jugados   | Goles              | Partidos Jugados | Goles |
| Japón                | Japón                | Japón                | Liga             | Liga  | Copa del Emperador | Copa del Emperador | Total            | Total |
| -------------------- | -------------------- | -------------------- | ---------------- | ----- | ------------------ | ------------------ | ---------------- | ----- |
| 2009                 | Shonan Bellmare      | J. League 2          | 0                | 0     | 0                  | 0                  | 0                | 0     |
| 2009                 | Mito HollyHock       | J. League 2          | 13               | 0     | 0                  | 0                  | 13               | 0     |
| País                 | Japón                | Japón                | 13               | 0     | 0                  | 0                  | 13               | 0     |
| Total                | Total                | Total                | 13               | 0     | 0                  | 0                  | 13               | 0     |